# Historia Welforum
De Historia Welforum is de uit de tijd van circa 1170 stammende in het Latijn geschreven geschiedenis van de Zwabense Welfen. Het geldt als beduidend deel van de geschiedschrijving van de 12e eeuw, vooral omdat ze „ausschließlich der Geschichte eines Fürstengeschlechts gewidmet ist. Sie ist damit zugleich die älteste ausführliche Familiengeschichte des abendländischen Schrifttums überhaupt.“ In delen baseert het zich op de oudere en wezenlijk kortere Genealogia Welforum.

## De Genealogia Welforum
De in 1125/1126 ontstane Genealogia Welforum, die slechts in Cod. Lat. 21563 van de deelstaatsbibliotheek van München (fol. 41) is bewaard gebleven, beschrijft in weinig meer dan 400 woorden de opeenvolging van generaties in de familie van de Welfen. Het begint met een duidelijk over 300 jaren heen mondeling overgeleverde stamvader Eticho uit de eerste helft van de 9e eeuw en eindigt na negen generaties in de tijd van Hendrik de Zwarte. Daarbij stelt men vast, dat over de tijd van de mondelinge traditie vier generaties verloren gingen en de geschiedenis van de oorsprong van de familie (een Welfin huwde een zekere keizer Lodewijk) in verband wordt gebracht met fictieve personen. Naast de misverstane overlevering levert de auteur noch de vermeende afstamming van een Romein genaamd Catilina over in een poging, de Leitname Welf te verklaren: Catilina = catulus = hondje = welp = Welf.

## De Historia Welforum
De Historia Welforum ontstond tussen 1167 en 1174 aan het hof van de hertog van Spoleto, Welf VI, aldus twee generaties na de Genealogia, die ten dele woordelijk in de Historia overgenomen, uitgebreid en in de oorsprongssage gecorrigeerd wordt, waarbij er echter nog steeds drie generaties ontbreken: de Historia Welforum is ongeveer 35 keer zo lang als de Genealogia. Het begint met de stamvader Welf I als tijdgenoot van Karel de Grote, voegt dan de Catilina-geschiedenis in met een vermeende afstamming van de Trojanen en vermeldt de macht en rijkdom van de familie, die het zich konden veroorloven, aan de keizer de leenhulde te weigeren – zoals ook de Welfen in het conflict met keizer Hendrik IV dit daadwerkelijk waagden en zich in de Historia vermoedelijk daarom als traditie aanvoeren.
De Historia Welforum eindigt in 1167 met de overbrenging en teraardebestelling van de erfgenaam Welf VII, maar maakt geen gewag van de verkoop van het bezit in Italië aan keizer Frederik I Barbarossa, die vermoedelijk in 1174 plaatsvond; dit blijft voor de voortzetting van de Historia voorbehouden, die in het klooster Steingaden werd geschreven.

## Auteur en plaats van publicatie
Tot ver in de 20e eeuw werd door onderzoekers algemeen aanvaard dat de Historia het werk van een monnik uit het Welfse huisklooster Weingarten was, zonder dat deze opvatting aan een kritische blik werd onderworpen. Reden voor deze opvatting was het feit dat het oudst bekende handschrift van de Historia zoals aangetoond is in het klooster Weingarten tot stand is gekomen. De verwerving van een ander handschrift door de Pruisische Staatsbibliothek zu Berlin in 1919 (Ms. lat. Quart. 795) en het onderzoek ervan door Helene Wieruszowski zou pas licht doen schijnen op het ontstaan van het handschrift – waaruit bleek dat het exemplaar van Weingarten slechts een afschrift is en niet het origineel. Het nieuw ontdekte manuscript was afkomstig uit het klooster Altomünster, dat evenwel ook niet het ontstaansoord van de kroniek is. Het is veel waarschijnlijker dat de auteur een geestelijke was, die aan het hof van Welf VI leefde en niet in een klooster, zonder dat diens identiteit daardoor enigszins wordt opgeklaard.
Ook werd lange tijd de Genealogia beschouwd als samenvatting van de Historia, totdat Georg Waitz in 1881 aantoonde, dat de Historia jonger en de Genealogia de oudere bron is. Voor de Genealogia geldt insgelijks, dat ze waarschijnlijk in de omgeving van de (jonge) Welf VI is ontstaan.

## De handschriften

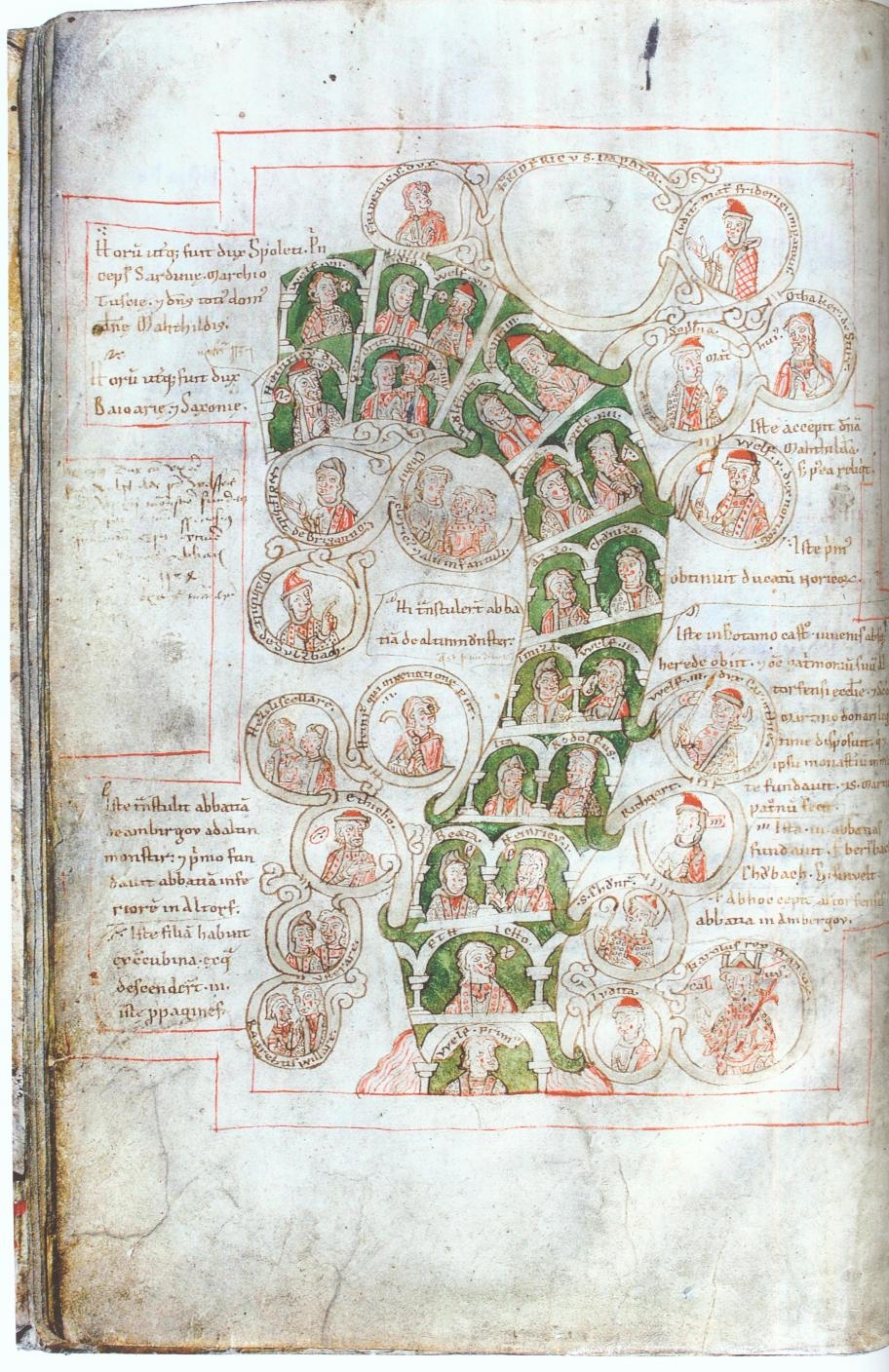
Stamboom van de Welfen uit de Historia Welforum (Cod. D 11).

Volledig behouden zijn van de Historia onder andere:
- Cod. D 11 van de Hochschul- und Landesbibliothek Fulda; dit manuscript ontstond in de laatste decennia van de 12e eeuw in Weingarten (gedigitaliseerde uitgave)
- Cod. lat. 12202a van de Bayerische Staatsbibliothek in München; dit manuscript is afkomstig uit het Augustijner koorheren-sticht Rottenbuch en ontstond aan het eind van de 13e eeuw; het gaat hier om een afschrift van het verloren exemplaar van het klooster Steingaden.
- Histor. Handschrift 2 Nr. 359 van de Württembergische Landesbibliothek in Stuttgart; dit afschrift van het exemplaar van Steingaden stamt uit het jaar 1503/
- Handschrift H. B. XV, 72 van de Hofbibliothek Stuttgart (bevindt zich nu in de Landesbibliothek), eveneens een afschrift van het exemplaar van Steingaden.
- Ms. lat. Quart 795 van de Staatsbibliothek zu Berlin (fol. 70r–83r)

Andere volledig bewaard gebleven handschriften zijn afschriften van deze manuscripten.
Op de Historia Welforum gaat ook het Weingartener Stifterbüchlein (ca. 1510) terug.

## De Genealogia en de Historia Welforum als historische bron
De inhoud van de Genealogia en de Historia zijn in het historisch onderzoek wat betreft hun waarheidsgehalte omstreden.
Het gezegde over de stamvader is ten minste in de Historia correct: Welfs dochter Judith huwde met Lodewijk de Vrome en werd zo de moeder van Karel de Kale. De aansluitende opeenvolging van generaties is evenwel verkort: er ontbreken bij de aanvang drie of vier generaties, pas met Rudolf (3e of 4e generatie, waarschijnlijk reeds de derde drager van deze naam), die in het midden van de 10e eeuw leefde, begint de correcte stamlijst.
Evenwel is aan deze Rudolf meteen ook het volgende probleem verbonden: "Rudolf nam tot gemalin Ita uit het Huis Öhningen; haar vader was de voorname graaf Kuno, haar moeder echter een dochter van keizer Otto de Grote" "genaamd Richlind". Kuno van Öhningen is, zoals Armin Wolf in 1980 aantoonde, hertog Koenraad I van Zwaben, en dit maakt van de nakomelingen van Koenraad bloedverwanten van de keizerlijke familie, van Koenraads zoon Herman II van Zwaben, die in 1002 naar de Rijkskroon dong, een nauwe verwant van de in datzelfde jaar overleden keizer Otto III. Het is vooral deze passage uit de Genealogia en de Historia, die in het historisch onderzoek omstreden is.
"Deze Kuno verwekte vier zonen: Egebert, markgraaf van Stade, Leopald, Liutold, Kuno en vier dochters, van wie één onze Rudolf, de tweede een van Rheinfelden, een voorvader van de Zähringer, de derde de koning van de Rugiërs en de vierde een graaf van Andechs huwde." Toen Karl Schmid in 1966 meedeelde, in een notitie in een memoriaal van het klooster Reichenau uit 983 of kort daarna, een lijst van tien personen te hebben teruggevonden die tot de familie van Kuno van Öhningen konden worden gerekend, werd de parallelle passage in de Genealogia en de Historia duidelijk: de ontdekking van Schmid kwam ook de inschatting van de Genealogia en de Historia Welforum als betrouwbare bron ten goede.

## Uitgaven
Historia Welforum
- Heinrich Canisius, Historia de Gwelfis princibus auctore Altorfensi sive Weingartensi monacho, in Antique lectionis tomus I (1601).
- Gottfried Wilhelm Leibniz, Scriptores Rerum Brunsvicensium, I, 1707, pp. 781-794.
- Gerhard Heß, Monumentorum Guelficorum pars historica, 1784.
- Ludwig Weiland, Historia Welforum Weingartensis. MGH Scriptores in Folio 21, 1869, pp. 454-471.
- Genealogia Welforum, MGH Scriptores XIII (Supplementa tomorum I-XII), 1881, pp. 733-734.
- Erich König, Historia Welforum, in Schwäbische Chroniken der Stauferzeit, 1e Band (1938, nieuwe druk 1978) online Latijn-Duits, in aanhang o.a. de Genealogia Welforum

Genealogia Welforum
- Georg Grandaur, Eine alte Genealogie der Welfen und des Mönchs von Weingarten Geschichte der Welfen (= Geschichtsschreiber der deutschen Vorzeit; 68), 1882 (gedigitaliseerde versie), 2e oplage 1895 (gedigitaliseerde versie).